# Paranoid Android
"Paranoid Android" é o primeiro single do álbum de 1997 OK Computer, da banda britânica Radiohead. Foi lançado em 1997. O título é uma referência a Marvin, o Andróide Paranóide, uma personagem deprimida da obra de Douglas Adams The Hitchhiker's Guide to the Galaxy.
A canção foi gravada na mansão do século XV da actriz Jane Seymour, que Thom Yorke, vocalista da banda, pensava estar assombrada. Yorke referiu-se à canção como sendo sobre "as pessoas mais aborrecidas ao cimo da Terra" e "sobre caos". A música surgiu da aglutinação de três partes diferentes, originalmente planeadas como três canções distintas, e foi inspirada após uma cena ocorrida num bar em Los Angeles onde Thom Yorke se encontrava: numa atmosfera cheia de pessoas pretensiosas e falsas, uma mulher irrita-se após alguém despejar um copo de vinho no seu vestido. A reacção exagerada da mulher inspira a passagem "[…] squealing Gucci little piggy […]" ("porquinho berrador [num vestido] Gucci").

## Posição nas paradas musicais
| Parada (1997)                                 | Melhor posição |
| --------------------------------------------- | -------------- |
| Austrália (ARIA)                              | 29             |
| Bélgica (Ultratip Bubbling Under de Flandres) | 15             |
| Europa (Eurochart Hot 100)                    | 9              |
| Islândia (Íslenski Listinn Topp 40)           | 4              |
| Irlanda (IRMA)                                | 4              |
| Países Baixos (Single Top 100)                | 61             |
| Escócia (Scottish Singles Chart)              | 2              |
| Suécia (Sverigetopplistan)                    | 53             |
| Reino Unido (UK Singles Chart)                | 3              |

| Parada (1997)                       | Posição |
| ----------------------------------- | ------- |
| Islândia (Íslenski Listinn Topp 40) | 23      |
| Reino Unido (OCC)                   | 80      |